# François Béroalde de Verville
François Béroalde de Verville o François Vatable de Brouard -de naixement- (París, 27 d'abril de 1556 - Tours, 19-26 d'octubre de 1626) va ser un novel·lista, poeta i intel·lectual francès del renaixement. Era fill de Matthieu Brouard (o Brouart), anomenat "Béroalde", professor d'Agrippa d'Aubigné i de Pierre de l'Estoile, i hugonot; la seva mare, Marie Bletz, era neboda de l'humanista i erudit hebreu François Vatable. A causa de la massacre del dia de Sant Bartomeu, la família va fugir a Ginebra (1573). En morir el seu pare el 1576, Béroalde decidí tornar a París. Durant les guerres civils, Béroalde abjurà del calvinisme i es va unir a les faccions al voltant d'Enric III de França. El 1589 es va traslladar a Tours (el parlament francès s'hi establí entre 1589 i 1594), i fou nomenat canonge del capítol de la catedral de Saint-Gatien el 1595. Es dedicà a l'escriptura, i romangué a Tours fins a la mort.

## Obres
- Souspirs amoureux (1583)
- Apprehénsions spirituelles, poèmes et autres œuvres philosophiques (1585)
- De la sagesse (1593)
- Les aventures de Floride (1594)
- La pucelle d'Orléans (1599)
- Serodokimasie (1600)
- Le Cabinet de Minerve, auquel sont plusieurs singularités (1601)
- Histoire véritable, ou le Voyage des Princes fortunez. Divisée en IIII. entreprises (1610)
- Le Palais des curieux (1612) (edició moderna:  Le palais des curieux.  Genève: Librairie Droz, 2012. ISBN 9782600009157.)[3]
- Salmigondis (1617), posteriorment coneguda com Le Moyen de parvenir (edició moderna:  Le Moyen de parvenir, fac simile.  Aix-en-Provence: Publications Université de Provence, 1984. ISBN 2853990834.)[4]